# ان جی سی ۳۱
ان جی سی ۳۱ (به انگلیسی: NGC 31) یک کهکشان مارپیچی در صورت فلکی سیمرغ است.